# Trapsoul
Trapsoul (стилизованно под T R A P S O U L) — дебютный студийный альбом певца Брайсона Тиллера, выпущенный 2 октября 2015 года на RCA Records.

## Коммерческий успех
В США альбом дебютировал под номером 11 в Billboard 200 с продажами 22,000 копий за первую неделю. В начале 2016 пластинка достигла нового пика − 8-й позиции. Кроме того, в британском R&B-чарте альбом дебютировал под номером 16. По состоянию на март 2016 года альбом продан в количестве 282,300 копий на территории США.

## Список композиций
| №                   | Название             | Автор(ы) | Producer(s)               | Длительность |
| ------------------- | -------------------- | --- | ------------------------- | ------------ |
| 1.                  | «Intro (Difference)» | | Rob Holladay              | 1:31         |
| 2.                  | «Let Em' Know»       | Брайсон Тиллер R. Kelly Джошуа Скраггс                                                                        | Syk Sense                 | 4:21         |
| 3.                  | «Exchange»           | Тиллер Джавелин Хэлл Майкл Фернандез Майкл Джонсон                                                            | The MeKanics              | 3:14         |
| 4.                  | «For However Long»   | Тиллер Брайан Дефео Дональд Дэгрэйт Роберт Хенли Реджинальд Мур Ширли Мёрдок Ларри Тротман Роджер Тротман     | Fayo & Chill              | 2:04         |
| 5.                  | «Don't»              | Тиллер | Dopeboi                   | 3:18         |
| 6.                  | «Open Interlude»     | Тиллер Эрик Уэстон Дакс Алекс Изли Остин Оуэнс Иэн Томас                                                      | Bagheera Smoov Ayo & Keyz | 2:42         |
| 7.                  | «Ten Nine Fourteen»  | Тиллер Фицджеральд Скотт Скраггс Кейт Свит                                                                    | Syk Sense                 | 3:10         |
| 8.                  | «The Sequence»       | Тиллер Карл Мартин Кай Райт                                                                                   | Sango                     | 3:14         |
| 9.                  | «Rambo»              | Тиллер Венджамин Бэснер Скраггс                                                                               | Syk Sense                 | 3:43         |
| 10.                 | «502 Come Up»        | Тиллер Джошуа Хэйзар Кристофер Т. Джастис                                                                     | J-Louis Gravez            | 3:16         |
| 11.                 | «Sorry Not Sorry»    | Тиллер Timbaland Джетмир Салил                                                                                | Timbaland Milli Beatz     | 3:20         |
| 12.                 | «Been That Way»      | Тиллер Эван О. Барнс Мл. Мосли                                                                                | Fade MaJah                | 3:19         |
| 13.                 | «Overtime»           | Тиллер Хэйзар                                                                                                 | J-Louis                   | 3:38         |
| 14.                 | «Right My Wrongs»    | Тиллер Нил Доминик Томми Эванс Фернандез Доминик Говард Ди'Джон Хоуэртон Роберт Уотсон Майкл Уильямс Руби Вуд | The MeKanics Holladay     | 4:09         |
| Общая длительность: | Общая длительность:  | Общая длительность:                                                                                           | Общая длительность:       | 43:39        |

Семплы, использованные в альбоме
- «Exchange» содержит семпл песни «Swing My Way» в исполнении K.P. & Envyi.
- «For However Long» содержит семпл песни «Alone» в исполнении Jodeci.
- «Don’t» содержит лирическую интерполяцию песни «Shake It Off» в исполнении Мэрайи Кэри.
- «Right My Wrongs» содержит семпл песни «All Yours» в исполнении Submotion Orchestra.
- «The Sequence» содержит семпл песни «Sexual» в исполнении Shai.
- «Ten Nine Fourteen» содержит семпл песни «Nobody» в исполнении Кейт Свит при участии Афины Кейдж.
- «Sorry Not Sorry» содержит семпл из музыкальной темы игры Street Fighter II, написанной Ёко Симомура.

## Чарты
| Чарт (2015-16)                         | Лучший результат |
| -------------------------------------- | ---------------- |
| Нидерланды (Album Top 100)             | 64               |
| Norwegian Albums (VG-lista)            | 16               |
| Swedish Albums (Sverigetopplistan)     | 52               |
| Великобритания (UK Albums Chart)       | 41               |
| США (Billboard 200)                    | 8                |
| США (Billboard Top R&B/Hip-Hop Albums) | 2                |